# Курское наместничество
Ку́рское наме́стничество — административно-территориальная единица Российской империи в 1779—1796 годах.
Наместничество состояло из 15 уездов. Административным центром являлся город Курск. В 1796 году наместничество было преобразовано в Курскую губернию.

## История
В 1775—1779 годах, в соответствии с указом Екатерины II «Учреждение для управления губерний Всероссийской империи», происходило расформирование Белгородской губернии на более мелкие губернии и наместничества с населением 300—400 тысяч человек в каждой.
Указ об образовании Курского наместничества был издан 23 мая 1779 года. В состав Курского наместничества вошёл и город Белгород. Оставшиеся части бывшей Белгородской губернии были переданы Слободско-Украинской (120 000 душ) и Воронежской (20 000 душ) губерниям.
При образовании Курское наместничество было разделено на 15 уездов. В дополнение к существующим городам были образованы новые: Богатый (из экономического села Богатое), Дмитриев (из села Дмитриевское), Льгов (из слободы Льгов, возникшей на месте древнего города Ольгова, уничтоженного татарами), Тим (из села Выгорное), Фатеж (из села Фатеж), Щигры (из села Троицкое). В то же время были упразднены города бывшей Белгородской губернии: Карпов и Яблонов.
Торжественное открытие Курского наместничества состоялось 27 декабря 1779 года.
8 января 1780 года Екатериной II были утверждены 12 гербов городов Курского наместничества, разработанные геральдмейстером Волковым. Старинный герб Курска, представляющий собой «серебряное поле с синей полосой и на оной три летящих куропатки», стал одновременно и гербом наместничества. Этот герб был внесён в верхнюю часть всех остнальных 11 утверждённых гербов. Белгород, Путивль и Рыльск имели собственные старые гербы и в данный приказ не вошли.
Курское наместничество существовало без значительных территориальных и административных изменений до 1796 года. 12 декабря 1796 года указом императора Павла I Курское наместничество было упразднено и официально поименовано губернией. Административно-территориальное деление Курской губернии было пересмотрено.

## География
Курское наместничество граничило на севере и северо-западе с Орловским, на северо-востоке — с Новгород-Северским, на юге — с Харьковским, на востоке — с Воронежским наместничествами.
Согласно «Описанию Курского наместничества» Сергея Ларионова в длину, от востока к западу, наместничество простиралось на 230 вёрст, в ширину, с севера на юг, — на 190 вёрст.
Рельеф местности представлял собой приподнятую полого-волнистую, слегка всхолмленную равнину, сильно расчлененную глубоко вдающимися в неё широкими древними речными долинами и множеством балок и оврагов.
Из рек в «Описании Курского наместничества» выделены 5 больших (Сейм, Свапа, Северский Донец, Оскол и Псёл) и 8 средних (Тускарь, Пена, Ворскла, Усожа, Короча, Суджа, Олешня и Сосна). Мелких рек насчитывалось 495. Все реки несудоходны.
В «Описании Курского наместничества» описывается также, что климат в Курском наместничестве теплее чем в Московском крае и урожайность хлеба по этой причине выше и созревают сельскохозяйственные культуры раньше. Леса в Курском наместничестве произрастают в основном в западной части, остальная территория представляет собой степь.
Из полезных ископаемых в «Описании Курского наместничества» отмечается наличие селитренной земли, залежей бутовых камней а также, в некоторых местах, железной руды.

## Административное деление

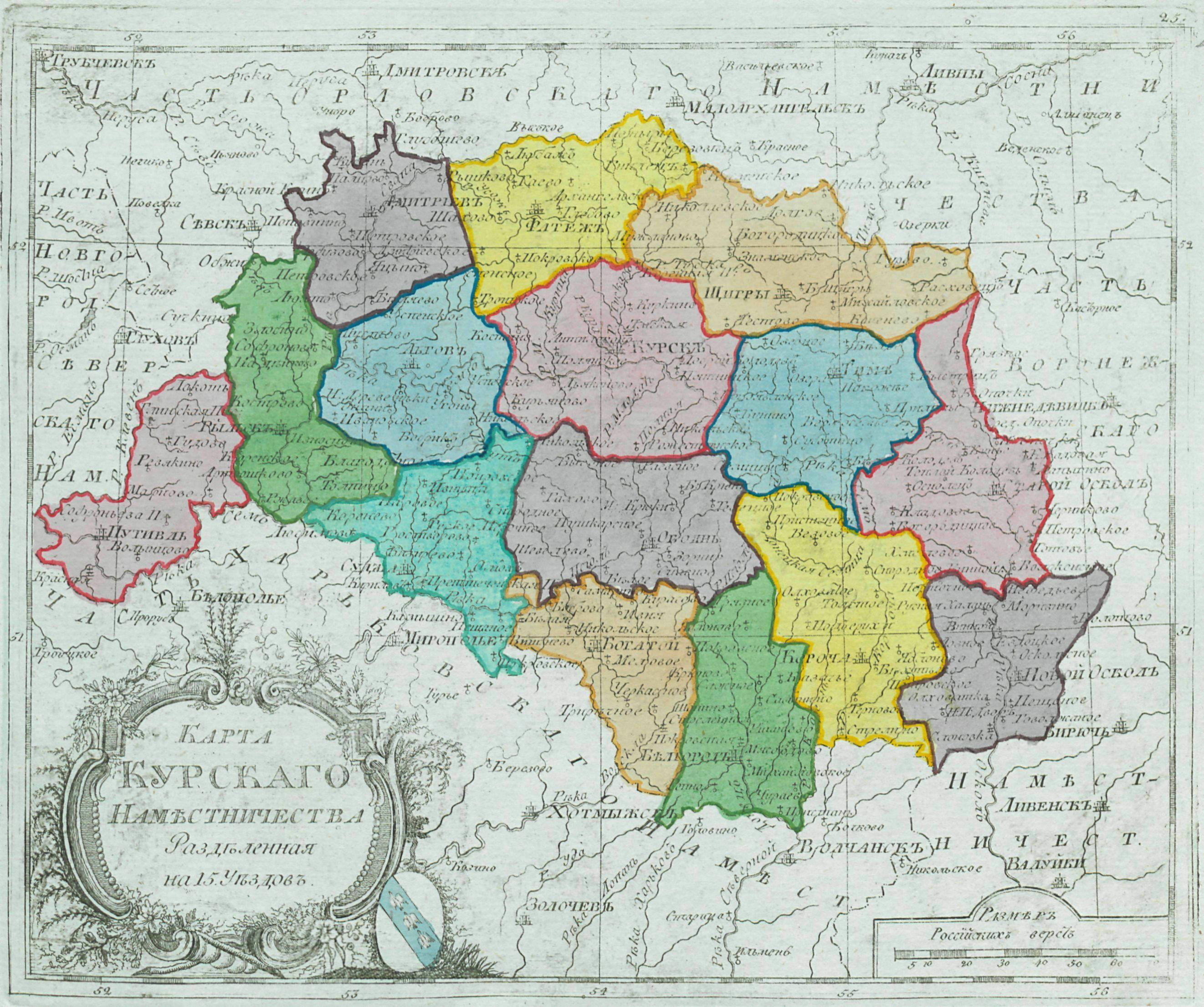
Карта Курского наместничества, разделённая на 15 уездов (1792)

Курское наместничество состояло из 15 уездов:
| №  | Уезд            | Уездный город | Численность городского населения, чел. | Численность населения в уезде (мужчины), чел. (1782) | Площадь, вёрст² (≈км²) |
| -- | --------------- | ------------- | -------------------------------------- | ---------------------------------------------------- | ---------------------- |
| 1  | Белгородский    | Белгород      | 3 713                                  | 27 095                                               |                        |
| 2  | Богатенский     | Богатый       | 624                                    | 29 190                                               |                        |
| 3  | Дмитриевский    | Дмитриев      | 297                                    | 27 103                                               |                        |
| 4  | Корочанский     | Короча        | 3 955                                  | 26 079                                               |                        |
| 5  | Курский         | Курск         | 7 590                                  | 28 818                                               |                        |
| 6  | Льговский       | Льгов         | 336                                    | 28 099                                               |                        |
| 7  | Новооскольский  | Новый Оскол   | 1 484                                  | 23 654                                               |                        |
| 8  | Обоянский       | Обоянь        | 2 290                                  | 34 881                                               |                        |
| 9  | Путивльский     | Путивль       | 4 257                                  | 22 072                                               |                        |
| 10 | Рыльский        | Рыльск        | 2 355                                  | 29 094                                               |                        |
| 11 | Старооскольский | Старый Оскол  | 2 647                                  | 26 778                                               |                        |
| 12 | Суджанский      | Суджа         | 2 936                                  | 28 115                                               |                        |
| 13 | Тимский         | Тим           | 1045                                   | 30 252                                               |                        |
| 14 | Фатежский       | Фатеж         | 507                                    | 34 089                                               |                        |
| 15 | Щигровский      | Щигры         | 1 527                                  | 30 768                                               |                        |

## Население
По данным четвёртой ревизии (1782) население недавно образованного Курского наместничества составляло 902 052 человек, из них мужчин — 489 245 человек. Большую часть населения составляли русские (примерно 59 %), чуть меньше было украинцев (около 40 %). В городах проживало 35 823 человека, из них «по службе обязанных» (чиновников, военных, представителей власти) 3 419 человек. В уездах насчитывалось 453 392 жителя мужского пола, из них 5 634 представителя духовенства и 2 682 дворянина. Кроме того, в число жителей не включены пехотные полки размещённые в Курске (Севский полк), Белгороде (Елецкий полк) и Рыльске (Белевской полк).
Население проживало в 15 уездных городах и 2 231 сельском поселении (из них 540 сёл, 306 селец, 108 слобод, 29 слободок, 1086 деревень и 162 хутора).
Подавляющее большинство населения относилось к великороссам (русские) и малороссам (украинцы). Украинцы составляли большу́ю часть населения в южных уездах, а русское население превалировало в центральных и северных уездах.
По данным пятой ревизии (1795) численность населения Курского наместничества увеличилась до 950 430 человек.
| №                       | Уезд                    | Уездный город           | Численность городского населения, чел. | Численность городского населения, чел. | Численность населения в уезде (мужчины), чел. | Численность населения в уезде (мужчины), чел. | Численность населения в уезде (мужчины), чел. | Численность населения в уезде (мужчины), чел. |
| №                       | Уезд                    | Уездный город           | По службе обязанных                    | Разночинцев                            | Крестьян и однодворцев                        | Духовенства                                   | Дворян                                        | Дворян                                        |
| №                       | Уезд                    | Уездный город           | По службе обязанных                    | Разночинцев                            | Крестьян и однодворцев                        | Духовенства                                   | Проживающих в уезде                           | Имеющих владения, но не проживающих           |
| ----------------------- | ----------------------- | ----------------------- | -------------------------------------- | -------------------------------------- | --------------------------------------------- | --------------------------------------------- | --------------------------------------------- | --------------------------------------------- |
| 1                       | Белгородский            | Белгород                | 251                                    | 3 462                                  | 26 615                                        | 365                                           | 97                                            | 18                                            |
| 2                       | Богатенский             | Богатый                 | 112                                    | 512                                    | 28 755                                        | 335                                           | 72                                            | 18                                            |
| 3                       | Дмитриевский            | Дмитриев                | 97                                     | 200                                    | 26 616                                        | 309                                           | 176                                           | 52                                            |
| 4                       | Корочанский             | Короча                  | 120                                    | 3 835                                  | 25 616                                        | 366                                           | 83                                            | 14                                            |
| 5                       | Курский                 | Курск                   | 1 584                                  | 6 006                                  | 28 144                                        | 316                                           | 279                                           | 79                                            |
| 6                       | Льговский               | Льгов                   | 100                                    | 236                                    | 27 486                                        | 453                                           | 117                                           | 43                                            |
| 7                       | Новооскольский          | Новый Оскол             | 97                                     | 1 387                                  | 23 331                                        | 287                                           | 30                                            | 6                                             |
| 8                       | Обоянский               | Обоянь                  | 121                                    | 2 169                                  | 34 249                                        | 518                                           | 81                                            | 33                                            |
| 9                       | Путивльский             | Путивль                 | 261                                    | 3 996                                  | 21 422                                        | 309                                           | 310                                           | 31                                            |
| 10                      | Рыльский                | Рыльск                  | 123                                    | 2 232                                  | 28 334                                        | 442                                           | 288                                           | 30                                            |
| 11                      | Старооскольский         | Старый Оскол            | 118                                    | 2 529                                  | 26 162                                        | 490                                           | 108                                           | 18                                            |
| 12                      | Суджанский              | Суджа                   | 97                                     | 2 839                                  | 27 692                                        | 300                                           | 99                                            | 24                                            |
| 13                      | Тимский                 | Тим                     | 110                                    | 935                                    | 29 738                                        | 359                                           | 134                                           | 21                                            |
| 14                      | Фатежский               | Фатеж                   | 113                                    | 394                                    | 33 534                                        | 397                                           | 102                                           | 56                                            |
| 15                      | Щигровский              | Щигры                   | 115                                    | 1 412                                  | 30 126                                        | 379                                           | 214                                           | 49                                            |
| Итого по наместничеству | Итого по наместничеству | Итого по наместничеству | 3 419                                  | 32 474                                 | 445 076                                       | 5 634                                         | 2 190                                         | 492                                           |

## Экономика

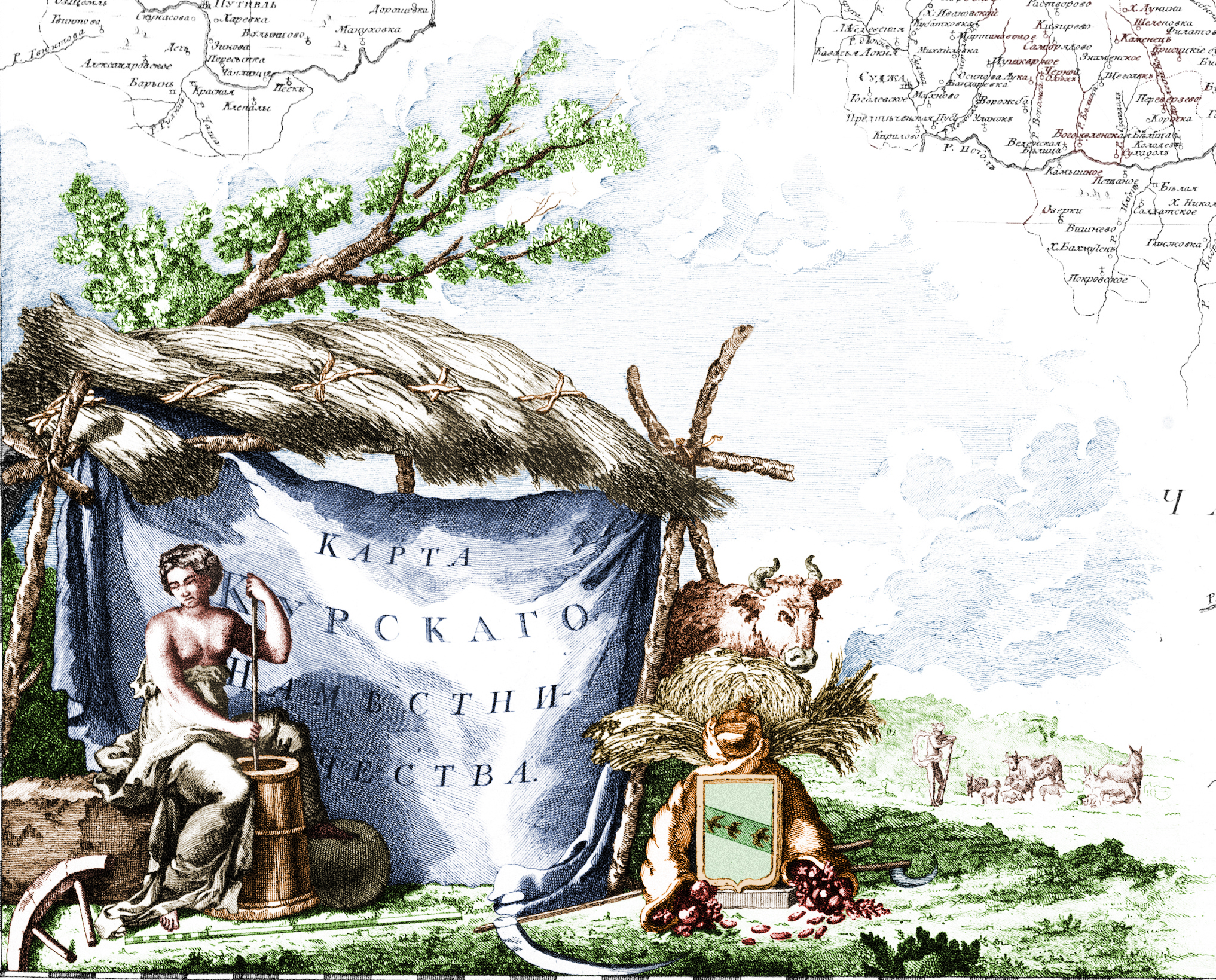
Картуш карты Курского наместничества из Российского атласа 1792 года Сюжет отражает сельскохозяйственное направление экономики наместничества. В композиции использованы рисунки, символизирующие сельское хозяйство: снопы, корова, выглядывающая из под навеса, пасущееся стадо. Губерния представлена в виде полуобнаженной женщины в античной одежде, сбивающей масло в маслобойке. Герб губернии обрамлён двумя рогами изобилия, символизирующих «чрезвычайное изобилие богатств и плодов земных», венчает герб держава — знак «промысла или провидения Божия»

Курское наместничество было сельскохозяйственным регионом Российской империи, что было обусловлено наличием плодородных чернозёмных почв и относительно небольшим количеством лесов и отсутствием судоходных рек. Так в «Описании Курского наместничества» сказано, что «крестьяне здешние более хлебопашественники, нежели упражняющиеся в рукоделиях и промыслах». Преимущественно сельскохозяйственный характер экономики наместничества был отражён и в картуше соответствующей карты из Российского атласа 1792 года.
Промышленное производство в Курском наместничестве было практически неразвито и представлено в основном небольшими фабриками и заводами, занимающимися переработкой сельскохозяйственной продукции и кустарными промыслами. По состоянию на 1785 год в Курском наместничестве была 21 фабрика (3 суконных, 2 ковренных, 2 полотняных, 1 трипная, 3 канатных, 10 прядильных) и 294 завода (в городах — 111, в уездах — 183). В городах было: трактиров — 23 (из них 10 каменных), погребов для вин и товаров (каменных) — 12, лавок — 392 (из них 9 каменных), харчевен — 21, бань торговых — 3, питейных заведений — 101, кузниц — 55 (из них 28 каменных), мельниц — 37 (из них 2 ветряные, остальные водяные). По уездам насчитывалось 647 лавок, хлебных магаинов — 55, харчевен — 11, питейных заведений — 323, мельниц — 1649 (из них водяных — 1571, ветряных — 76, прочих — 2). Всего в городах Курского наместничества проживало 3590 купцов.
В городах и сёлах Курского наместничества в течение года проводились 58 ярмарок во всех уездных города, кроме Дмитриева и Богатого (всего 32 ярмарки) и некоторых крупных сёлах (26 ярмарок). Наиболее значимой из них была Коренская ярмарка, проводившаяся в Коренной пустыни. Из других ярмарок в «Описании Курского наместничества» отмечены: Суджанская Петровская, Льговская в день Рождества Богородицы и в слободе Михайловка в Петров день.

## Религия
До 1788 года Курское наместничество находилось в ведении Белгородской и Обоянской епархии (11 городов с уездами, а также 9 сёл Дмитриевского уезда и 6 — Льговского) и Севского викариатства Московской епархии (Путивль и Рыльск с уездами, Дмитриев и Льгов с частью соответствующих уездов). В 1788 Святейший синод издал общий именной указ о разделении епархий сообразно с разделением губерний, в соответствии с этим указом к Белгородско-Обоянская епархия была переименована в Белгородскую и Курскую (епархальные учреждения по-прежнему оставались в Белгороде), а к ней были присоединены духовные учреждения бывшей Севской епархии, находившиеся на территории Курского наместничества.
По состоянию на 1785 год в Курском наместничестве насчитывалось 739 церквей (в городах — 105, в архиерейских домах — 3, остальные — в уездах), из них каменных — 82. Также действовали 9 монастырей (2 в Курске, 2 в Белгороде, по одному в Путивле, Рыльске, а также в Обоянском, Новооскольском и Суджанском уездах) и 3 пустыни (1 в Курском уезде (Коренная) и 2 — в Путивльском (Глинская и Софрониевская)). В 1785 году в Курском наместничестве было 6753 лица духовного звания, из них 1119 несли службу в городах.

## Руководители наместничества

### Генерал-губернаторы
Высшая политическая власть в Курском наместничестве осуществлялась генерал-губернаторами. Начиная с 1781 года Курское и Орловское наместничества управлялись одним генерал-губернатором.
| № | Годы      | генерал-губернатор                      | Примечание                                                                          |
| - | --------- | --------------------------------------- | ----------------------------------------------------------------------------------- |
| 1 | 1779—1781 | Пётр Александрович Румянцев-Задунайский | Одновременно являлся генерал-губернатором в Харьковском наместничестве и Малороссии |
| 2 | 1781—1783 | Александр Александрович Прозоровский    | Одновременно являлся генерал-губернатором в Орловском наместничестве                |
| 3 | 1783—1786 | Франц Николаевич Кличка                 | Одновременно являлся генерал-губернатором в Орловском наместничестве                |
| 4 | 1786—1789 | Антон Богданович де Бальмен             | Одновременно являлся генерал-губернатором в Орловском наместничестве                |
| 5 | 1789—1796 | Александр Андреевич Беклешов            | Одновременно являлся генерал-губернатором в Орловском наместничестве                |

### Правители наместничества
Хозяйственными делами в Курском наместничестве ведали «правители наместничества» (наместники):
| № | Годы            | Правитель                 | Примечание                                               |
| - | --------------- | ------------------------- | -------------------------------------------------------- |
| 1 | 1779—1781       | Пётр Семёнович Свистунов  | В 1775—1779 годах был губернатором Белгородской губернии |
| 2 | 1781—1791       | Афанасий Николаевич Зубов |                                                          |
| 3 | 1791—21.12.1796 | Степан Данилович Бурнашев | Губернатор Курской губернии в 1796—1798 годах            |

### Губернские предводители дворянства
В Курском наместничестве, как и в других регионах страны, был создан орган дворянского самоуправления — губернское дворянское собрание, во главе которого стоял губернский предводитель дворянства. Предводитель дворянства избирался дворянским собранием один раз в три года.
| № | Годы      | Предводитель                   |
| - | --------- | ------------------------------ |
| 1 | 1779—1782 | Николай Борисович Юсупов       |
| 2 | 1782—1787 | Алексей Васильевич Ширков      |
| 3 | 1787—1791 | Василий Аристархович Похвиснев |
| 4 | 1791—1794 | Семён Михайлович Анненков      |
| 5 | 1794—1797 | Фёдор Михайлович Заикин        |

## Известные жители
- Корнеев, Захарий Яковлевич — первый гражданский губернатор Минской губернии, в 1782—1785 годах был «директором экономии» (членом казённой палаты) в Курском наместничестве.